# 布氏美洲鱥
布氏美洲鱥（學名：Notropis buchanani），為輻鰭魚綱鯉形目雅羅魚科的其中一種，分布於北美洲加拿大新不倫瑞克省至美國賓夕法尼亞州、堪薩斯州和奧克拉荷馬州、明尼蘇達州、威斯康辛州南到阿拉巴馬州和路易斯安那州密西西比河流域、路易斯安那州卡爾克蘇河至德克薩斯州與墨西哥交界的格蘭德河流域，本魚體細長呈長橢圓形且側扁，眼大，吻尖，口下斜位，體被櫛鱗，體淡褐色，背部顏色較深、腹部銀白色，側線明顯，尾鰭叉形，體長可達6.4公分，棲息在沙底質、水質清澈到混濁的溪流、水塘，屬雜食性，以昆蟲、藻類、甲殼類等為食，繁殖期在每年5至8月下旬。